# Fænø
Fænø er en ø på cirka 400 hektar, og er Danmarks største privatejede ø. Den ligger i Lillebælt sydvest for Middelfart, hører under Middelfart Kommune og Middelfart Sogn i det tidligere Vends Herred. Øen er for en stor del skovbevokset. 
Hotellet Fænøgård er opført i 2003-2004. 
Mellem Fænø og Middelfart ligger det op til 55 m dybe Fænøsund, og mod vest ud for den nordlige del af øen ligger den lille ø Fænø Kalv på 4,3 hektar. Den del af Lillebælt, der ligger mellem Fænø og Jylland, hedder Snævringen.
Hindsgavldolken, som er en flintedolk fra 1900-1700 f.Kr., blev fundet på øen omkring 1867. Dengang hørte Fænø under Hindsgavl på Fyn. Hindsgavldolken var det ene af to motiver på de danske 100-kronesedler, der kom i omløb i 2010. Dolken kan ses på Nationalmuseet i København.

## Galleri
- Fænø omkring 1900
- Hindsgavldolken
- Fænø set fra Middelfart over Fænøsund